# Tu ne m'échapperas pas
Pour les articles homonymes, voir Escape Me Never.
Pour plus de détails, voir Fiche technique et Distribution.
Tu ne m'échapperas pas (Escape Me Never) est un film américain de Peter Godfrey et LeRoy Prinz, sorti en 1947.

## Synopsis
Dans le Venise du XXe siècle, un jeune compositeur, Caryl Dubrok entretient une histoire d'amour avec la riche héritière anglaise, Fenella MacLean, jusqu'à ce que ses parents croient à tort que Caryl vit avec la jeune veuve Gemma Smith et son bébé...

## Fiche technique
- Titre original : Escape Me Never
- Titre français : Tu ne m'échapperas pas ; Toi malgré tout (titre secondaire)
- Réalisation : Peter Godfrey et LeRoy Prinz
- Scénario : Thames Williamson d'après le roman et la pièce de Margaret Kennedy
- Musique : Erich Wolfgang Korngold
- Direction artistique : Carl Jules Weyl
- Décors : Fred M. MacLean
- Costumes : Bernard Newman et Travilla (séquence de ballet)
- Photographie : Sol Polito
- Montage : Clarence Kolster
- Production : Henry Blanke, Jack Warner
- Société de production : Warner Bros. Pictures
- Pays de production :  États-Unis
- Langue : anglais
- Format : noir et blanc – 35 mm – 1,37:1 – mono (RCA Sound System)
- Genre : drame
- Durée : 104 minutes
- Dates de sortie :
  - États-Unis : 7 novembre 1947
  - France : 26 avril 1950

## Distribution
- Errol Flynn : Sebastian Dubrok
- Ida Lupino : Gemma Smith
- Eleanor Parker : Fenella MacLean
- Gig Young : Caryl Dubrok
- Reginald Denny : M. MacLean
- Isobel Elsom : Mme MacLean
- Frank Reicher : le ministre
- Frank Puglia : le guide
- Mario Siletti (non crédité) : un gondolier

## Autour du film
- Il s'agit de la seconde adaptation de la pièce-homonyme de Margaret Kennedy créée en 1934, elle-même adaptée de son roman The Fool of the Family (1930), après Tu m'appartiens (Escape Me Never) de Paul Czinner sorti en 1935.